# Арктическая политика Европейского союза
Арктическая политика Европейского Союза — комплекс мер, направленных на поддержание важной роли Европейского союза в поддержании успешного сотрудничества в Арктике и оказании помощи в решении задач и преодолению проблем, стоящих перед арктическим регионом. При этом, государства «Арктического совета» несут основную ответственность за решение вопросов на своих территориях. При этом Европейский союз в арктических вопросах действует в интересах граждан ЕС и государств-членов ЕС, в том числе тех, кто входит в «Арктический совет». 

## История
Огромный регион, называемый Арктикой, расположен в самой северной части планеты (полярный круг находится на 66°33′44″ к северу от экватора). Европейский законодатель не сформулировал единого географического определения Арктики и для удобства используется принцип разделения по географическим координатам. В различных трактовках «географическая Арктика» определяется следующим путём: район Арктики располагается на 66°33′44″ к северу от экватора; арктическими считаются те области, в которых средняя температура в июле ниже 10° C; арктический регион — местность, которая лишена лесной растительности из-за вечной мерзлоты и низких температур.
Особое внимание занимают взаимоотношения между Европейским союзом и «Арктическим советом». Три государства-члена ЕС являются членами «Арктического совета» (Дания, Финляндия и Швеция), но они представляют только самих себя, а не Европейский союз. Кроме это ещё шесть государств-членов ЕС (Великобритания, Франция, Германия, Польша, Италия и Нидерланды) являются постоянными аккредитованными наблюдателями при «Арктическом совете». В контексте Арктического совета Европейская комиссия играет важнейшую роль для представительства ЕС. Однако, хотя этой комиссии удалось направить наблюдателей на заседания «Арктического совета» единожды, на практике получение для неё аккредитации, как постоянного наблюдателя от ЕС — всё время откладывается на неопределенный срок. Причина этого связана с рядом противоречивых заявлений, высказанных Европейским парламентом и Европейской комиссией в 2008 году. Призыв Парламента к созданию единого международного арктического договора (который в «Арктическом совете» воспринимали как отказ от суверенных прав восьми стран участников этого совета) и стремление Комиссии к «усиленной своей роли» в арктическом управлении.
В 2014 году Европейский союз принял «Стратегию безопасности на море». В этом документе воды Арктики упоминаются как область особого значения, наряду с прилегающими морями ЕС и Атлантическим океаном. В этом отношении ключевое значение имеет взаимное уважение международного права и норм членами «Арктического совета» и остальными странами.
27 апреля 2016 года в Брюсселе была принята «Новая интегрированная политика ЕС в Арктике». По словам Верховного представителя Союза по иностранным делам и политике безопасности Федерики Могерини и Европейского комиссара по окружающей среде, морским делам и рыболовству Кармену Велла — этот комплекс мер (39 мероприятий) будут направлены на борьбу с изменением климата, охрану окружающей среды, развитие международного сотрудничества в Арктике. Особое значение в стратегии отводилось исследованиям, науке и инновациям.

## Объединённый экспедиционный корпус (JEF)
С 30 июня по 1 июля в Хельсинки (Финляндия) прошла встреча министров обороны стран Объединённого экспедиционного корпуса (JEF), в ходе которой обсуждались вопросы безопасности в акватории Балтийского моря и Арктического региона. На встрече подписано соглашение, регламентирующее военные действия JEF в Северной Европе.
Объединённый экспедиционный корпус, возглавляемый Великобританией, представляет собой многостороннюю структуру оборонного сотрудничества, образованную десятью странами: Данией, Эстонией, Финляндией, Исландией, Латвией, Литвой, Нидерландами, Норвегией, Швецией и Соединенным Королевством. Финляндия присоединилась к JEF летом 2017 года одновременно со Швецией. Последнее расширение произошло в апреле 2021 года, присоединением Исландии.
Объединённый экспедиционный корпус создан с целью совместного наращивания странами-партнерами военного присутствия в Северной Европе для предотвращения возникновения кризисных ситуаций в акватории Балтийского моря и Арктическом регионе.

## Отчёт о геополитических вызовах и вызовах безопасности в Арктике
В отчете о геополитических вызовах и вызовах безопасности в Арктике, опубликованном 6 октября 2021 года, депутаты Европарламента указали, что арктические государства и международное сообщество должны сохранить Арктику как зону мира, низкой напряженности и конструктивного сотрудничества. В документе подчеркивается, что ЕС привержен долгосрочному устойчивому и мирному развитию региона.
Европарламентарии призвали все заинтересованные страны и ЕС отреагировать на последствия изменения климата в Арктике и придерживаясь целей Парижского соглашения.
Большая часть отчета посвящена озабоченности по поводу наращивания российской военной мощи в Арктике, которое депутаты Европарламента считают необоснованным, поскольку оно превышает законные оборонительные цели. По их мнению, любое сотрудничество с Россией в регионе должно соответствовать принципу избирательного взаимодействия ЕС и это не должно ставить под угрозу санкции и ограничительные меры, принятые в результате действий правительства России в других частях мира.